# J'ai faim de toi
J'ai faim de toi est une chanson écrite par Anne Moustrou, composée par Pascal Stive et interprétée par la chanteuse britannique Sandy Stevens. Sortie en single en mai 1988, elle se classe en tête du Top 50 en France pendant deux semaines et 33e dans l'Ultratop 50 Singles flamand en Belgique,.

## Histoire de la chanson
Cette chanson trouve son origine dans un film publicitaire de 1988 pour des yaourts de la marque Chambourcy (future Nestlé).
Sandy Stevens avait été engagée pour chanter le slogan devenu célèbre, Chambourcy, oh oui !, dans le nouveau spot télévisé de la marque. Devant la popularité de celui-ci, un 45 tours est enregistré par Sandy Stevens (simplement sous le nom de Sandy), reprenant le thème musical de la publicité avec des paroles romantiques écrites pour l'occasion. Ainsi le texte Oh, j'ai faim de toi remplace note pour note le Chambourcy, oh oui de la publicité.
Le disque obtient un très gros succès et devient disque d'or en France,. La chanson est incluse dans le premier album de Sandy, Histoires d'amour.
Avec J'ai faim de toi, Sandy Stevens devient la première interprète féminine britannique à se classer numéro un du Top 50 depuis sa création en novembre 1984, et cela avec un titre chanté en français.

## Liste des titres

### 45 tours
Face A
- J'ai faim de toi - 3 min 40 s

Face B
- J'ai faim de toi (version instrumentale) - 3 min 40 s

### Maxi 45 tours
Face A
- J'ai faim de toi (remix) - 5 min 10 s

Face B
- J'ai faim de toi - 3 min 40 s
- J'ai faim de toi (version instrumentale) - 3 min 40 s